# Miejski Dwór
Miejski Dwór – osada w Polsce położona w województwie warmińsko-mazurskim, w powiecie ostródzkim, w gminie Miłakowo.
W latach 1975–1998 miejscowość administracyjnie należała do województwa olsztyńskiego.
W roku 1973 jako majątek Miejski Dwór należał do powiatu morąskiego, gmina i poczta Miłakowo.